# 노노세촌
노노세촌(野之瀬村)은 야마나시현 나카코마군에 있던 촌이다. 현재의 미나미알프스시에 해당한다.

## 역사
- 1875년 4월 27일 - 고마군 3개 촌이 합병해 노노세촌이 성립하였다.
- 1878년 7월 22일 - 군구정촌편직법에 의해 노노세촌은 니시코마군에 소속되었다.
- 1889년 7월 1일 - 정촌제 시행에 의해 노노세촌이 단독으로 지자체를 형성하였다.
- 1954년 4월 1일 - 오가사와라정, 사카키촌과 합병해 구시가타정이 성립하여, 동일 노노세촌은 폐지되었다.

## 참고문헌
- 角川日本地名大辞典 19 山梨県